# فرودگاه شهری دلند
فرودگاه شهری دلند (به انگلیسی: DeLand Municipal Airport) (به زبان بومی: Sidney H. Taylor Field) یک فرودگاه همگانی بهره‌برداری هوایی است که یک باند فرود آسفالت دارد و طول باند آن ۱۸۲۹ متر است. این فرودگاه در شهر دولند، فلوریدا کشور ایالات متحده آمریکا قرار دارد و در ارتفاع ۲۴ متری از سطح دریا واقع شده‌است.